# Claudio Morgado
Claudio Marcelo Morgado (13 de agosto de 1959) es un actor, conductor de televisión y político argentino.

## Biografía
Nació el 13 de agosto de 1959. Su niñez transcurrió en el barrio porteño de Villa Luro, en una casa junto a su madre, Nélida Mayolas, su padre, Rubén Morgado, y su hermano mayor, Esteban (reconocido guitarrista). Sus padres eran docentes y lo apoyaron en su idea de estudiar música.
En 1978, ingresó a la Facultad de Medicina de la Universidad de Buenos Aires, pero abandonó la carrera un año después para estudiar Música en la Universidad Católica Argentina y Filosofía y Letras en la Universidad de Buenos Aires. Mientras tanto trabajó con Enrique Pinti en un café-concierto y se presentó junto a artistas como Antonio Gasalla, Carlos Perciavalle y Cipe Lincovsky.

### Carrera televisiva
Entre 1991 y 1993 formó parte del elenco de El agujerito sin fin, de Canal 13, junto a Julián Weich, María Eugenia Molinari y Esteban Prol, entre otros. Junto a estos dos últimos integró la pantalla del canal infantil Cablín. Fue también coconductor de Pulgas en el 7.
A partir de 1999 cocondujo junto a Fabián Gianola el programa humorístico Televisión Registrada, que se basaba en archivos de programas de la televisión argentina. En 2004 abandonó el ciclo junto a su compañero Gianola.
Desde 2002 hasta 2004, fue conductor de programas de series animé: Animax y Digimax (2002).
En 2004, Morgado interpretó a Morgui en la serie Changüí por Canal 7.
En 2005 participó en un capítulo de la comedia Casados con hijos por Telefe.

### Trayectoria política
Luego Morgado se dedicó a la política, sumándose a las filas del Frente para la Victoria que conducía Néstor Kirchner. En 2007 asumió una banca en la Cámara de Diputados de la Nación tras la renuncia de Rafael Bielsa.

También ha participado en temas relacionados con la discapacidad y a la Ley de Medios.
El 10 de diciembre de 2009 terminó su mandato como diputado y fue designado por la presidenta Cristina Fernández de Kirchner como presidente del Instituto Nacional contra la Discriminación, la Xenofobia y el Racismo (INADI) al que renuncia el 10 de junio de 2011, por pedido de la presidenta Cristina Fernández, siendo reemplazado por María Rachid (vicepresidenta del Inadi).
Actualmente[¿cuándo?] se desempeña como asociado en la materia Técnica Teatral en la Universidad Nacional de las Artes, Área Folklore.

### Causa por estafa
El 8 de abril de 2024, la periodista Bárbara García denunció ante la Justicia a Morgado y a su esposa por estafa en la Comisaría N.° 9 de San Isidro. Según expuso García, su esposa la contactó en marzo para venderle calzados y ropa deportiva, la cual, luego de abonarle más de 300 000 pesos, nunca le fue entregada. En noviembre la acusación fue formalizada y se determinó una pericia psiquiatica para su esposa.